# Mentiring II
Mentiring II is een bestuurslaag in het regentschap Kaur van de provincie Bengkulu, Indonesië. Mentiring II telt 289 inwoners (volkstelling 2010).